# Toshiharu Ikeda
Pour les articles homonymes, voir Ikeda.
Toshiharu Ikeda (池田 敏春, Ikeda Toshiharu), né le 23 février 1951 et mort le 24 décembre 2010, est un réalisateur japonais.

## Biographie
Toshiharu Ikeda commence sa carrière à la fin des années 1970 en tant qu'assistant réalisateur, puis réalisateur, pour les studios Nikkatsu. Il réalise son premier film en 1980 et se spécialise rapidement dans le genre pinku eiga et les films d'exploitation ou d'horreur. Il quitte la Nikkatsu en 1982 et travaille ensuite pour divers studios (dont les studios Toei, Art Theatre Guild et Directors Company (en)).
Luttant contre la dépression dans ses dernières années, Ikeda est retrouvé mort dans la mer près de Shima, dans la préfecture de Mie, le 26 décembre 2010.
Sa mort peut avoir été due à une chute accidentelle ou à un suicide, mais Ikeda avait exprimé son souhait de mourir dans la région de Shima,.

## Filmographie
- 1980 : Sukeban mafia: Rinchi (スケバンマフィア 肉刑?)
- 1980 : Sex Hunter (セックスハンター 性狩人, Sekkusu hantā: Seikaryūdo?)
- 1981 : Blue Lagoon (ひと夏の体験 青い珊瑚礁, Hitonatsu no taiken: Aoi sangoshō?)
- 1981 : Angel Guts: Red Porno (天使のはらわた 赤い淫画, Tenshi no harawata: Akai inga?)[4]
- 1984 : La Vengeance de la sirène (人魚伝説, Ningyo densetsu?)[5]
- 1984 : Yudono-sanroku noroi mura (湯殿山麓呪い村?)
- 1985 : Mashō no kaori (魔性の香り?)
- 1988 : Evil Dead Trap (死霊の罠, Shiryō no wana?)
- 1991 : Scorpion Woman Prisoner: Death Threat (女囚さそり 殺人予告, Joshū sasori: Satsujin yokoku?)
- 1991 : Misty
- 1992 : Kurenai monogatari (くれないものがたり?)
- 1993 : Evil Dead Trap 3: Broken Love Killer (ちぎれた愛の殺人, Chigireta ai no satsujin?)
- 1995 : XX: Beautiful Beast (ＸＸ 美しき獣, XX: Utsukushiki kemono?)
- 1996 : XX: Beautiful Prey (ＸＸ 美しき獲物, XX: Utsukushiki emono?)
- 1997 : Kagi (鍵?)
- 2001 : Ikisudama (いきすだま 生霊?)
- 2005 : Hasami otoko (ハサミ男?)
- 2008 : Aki fukaki (秋深き?)

## Distinctions
- 1985 : prix de la meilleure réalisation pour La Vengeance de la sirène au festival du film de Yokohama[6]